# Anni B Sweet
Anni B Sweet, eigentlich Ana López Rodríguez (* 1987 in Fuengirola) ist eine spanische Indie-Sängerin und Songwriterin.

## Leben
Im Alter von sieben Jahren begann sie Lieder zu schreiben, spielte in ihrer Jugend mit Freunden in unterschiedlichen Bands und startete im Jahr 2007 eine Solokarriere. Sie nahm mit Brian Hunt Demo-Aufnahmen auf, veröffentlichte diese auf der Plattform Myspace und gewann dadurch an Bekanntheit. 2008 unterschrieb sie einen Vertrag bei dem spanischen Label Subterfuge Records, unter dem sie im folgenden Jahr ebenfalls ihr Debütalbum Start, Restart, Undo veröffentlichte.
Im Jahr 2009 wurde ihre Coverversion des Liedes Take On Me von a-ha für einen TV-Werbespot der Fastfood-Kette McDonald’s verwendet. Im gleichen Jahr trat sie auf dem Festival Internacional de Benicàssim (FIB) auf.

## Diskografie

### Studioalben
- Start, Restart, Undo (Subterfuge Records, 2009)
- Start, Restart, Undo [Reedición] (Subterfuge Records, 2009)
- Oh, Monsters! (Subterfuge Records, 2012)
- Chasing Illusions (2015)
- Universo por estrenar (2019)

### Singles
- Motorway
- Lalala
- Take On Me
- Land (2012)
- Cruel City (2013)
- Religión (2013)